# لجنة الحقيقة والمصالحة

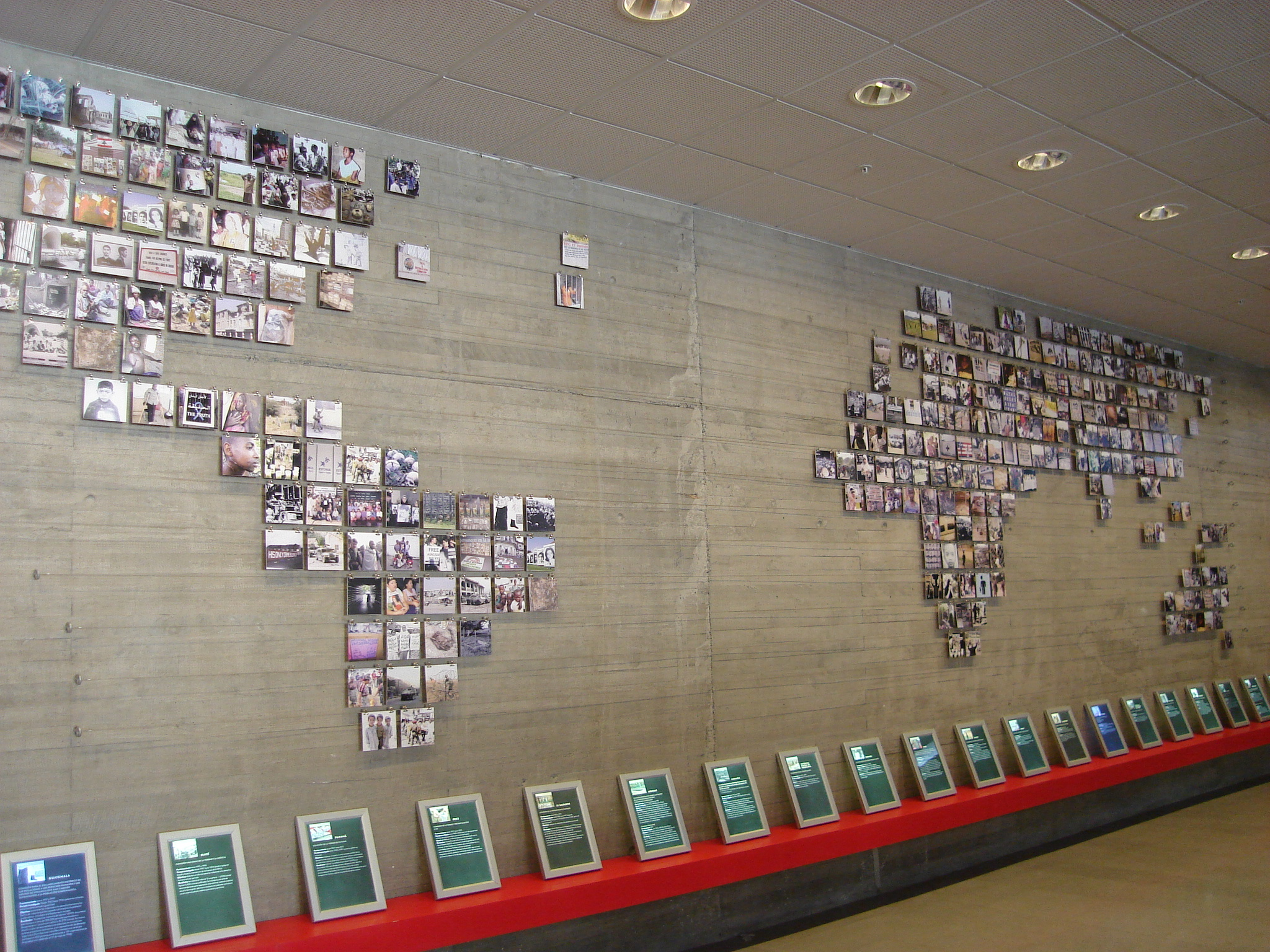

لجنة الحقيقة أو لجنة الحقيقة والمصالحة هي لجنة مكلفة بتحديد وكشف أخطاء الماضي التي ارتكبتها الحكومة (أو بحسب الظروف، الجهات غير الحكومية) على أمل حلّ النزاعات التي خلفها الماضي. تنشئ بعض الدول الخارجة من فترات الاضطرابات الداخلية أو الحروب الأهلية أو تلك الخارجة من الديكتاتورية لجان الحقيقة تحت مسميات مختلفة. في البحث عن الحقيقة وإتمام المصالحات، تكون للجان الحقيقة آثار سياسية: فهي «تتخذ القرارات باستمرار عندما تحدد أهدافًا أساسية مثل الحقيقة والمصالحة والعدالة والذاكرة والاعتراف بأخطاء الماضي وتقرر كيف ينبغي تحقيق هذه الأهداف ومن هم الذين يجب أن تُحقق احتياجاتهم».
وفقًا للتعريف الأكثر شيوعًا: «تركز لجنة الحقيقة على الأحداث الماضية وليس الأحداث الجارية؛ تحقق في نمط من الأحداث التي وقعت طوال فترة زمنية معينة؛ تتناقش بشكل مباشر وواسع مع السكان المتضررين وتجمع المعلومات عن تجاربهم؛ هي هيئة مؤقتة مفوضة بشكل رسمي من الدولة قيد المراجعة لوضع تقرير نهائي».

## مهامها

### البحث عن الحقيقة
بما أنها هيئات مفوّضة من الحكومات، تشكل لجان الحقيقة أحد أشكال «البحث الرسمي عن الحقيقة»، وبالتالي يمكنها تقديم أدلة ضد إرهاب الدولة وانتهاكات حقوق الإنسان وغيرها من الجرائم الأخرى. يؤكد مؤيدو هذه اللجان بشكل متزايد على أهمية المضي قدمًا لتحقيق «الحق في الوصول للحقيقة». تُنتقد لجان الحقيقة في بعض الأحيان لأنها قد تسمح لمرتكبي الجرائم ومنتهكي حقوق الإنسان بالإفلات من العقاب. هنا تختلف أدوار اللجان وقدراتها بشكل كبير.
تركزت إحدى المسائل الصعبة التي نشأت حول دور لجان الحقيقة في المجتمعات الانتقالية على ماهية العلاقة التي ستنشأ بينها وبين المحاكمات الجنائية.
تصدر لجان الحقيقة تقارير نهائية تسعى لتقديم سرد موثّق للأحداث الماضية والتي تتحدى في كثير من الأوقات ما يتم تسويقه عن تلك الأحداث. تشمل لجان الحقيقة التي تؤكد على «التوضيح التاريخي» لجنة التوضيح التاريخي في غواتيمالا التي ركزت على إعداد سرد يصحح النسخة التي سوقتها الحكومة العسكرية السابقة عن الأحداث التي وقعت، كما ركزت لجنة الحقيقة والعدالة في موريشيوس على تركة الاستعمار من عبودية واستبداد لفترات طويلة. تهدف لجنة الاستقبال والحقيقة والمصالحة في تيمور الشرقية أيضًا إلى سرد «قصة وطنية» جديدة لتحل مكان النسخة التاريخية التي كانت سائدة وتُروّج في ظل الحكم الأجنبي.

### المصالحة
ضمن نطاق العدالة الانتقالية، تميل لجان الحقيقة نحو نماذج العدالة التصالحية وليس العقابية. هذا يعني أنها غالباً ما تفضل الجهود الرامية إلى التوفيق بين المجتمعات المنقسمة في أعقاب الصراع أو إلى التوفيق بين المجتمعات وماضيها المضطرب بدل محاولة محاسبة المتهمين بانتهاك حقوق الإنسان.   تدافع لجان الحقيقة بنسبة أقل عن أشكال العدالة التعويضية والجهود المبذولة لإصلاح الأضرار السابقة ومساعدة ضحايا النزاع أو انتهاكات حقوق الإنسان على التعافي، على أن يتم ذلك إما عبر تعويض الضحايا، سواء ماليًا أو بوسائل أخرى، أو تقديم الاعتذار الرسمي أو إحياء ذكرى أو الوقوف على آثار انتهاكات حقوق الإنسان السابقة أو بوسائل أخرى. على سبيل المثال، فقد كان للتعويضات المقدّمة دورٌ محوريٌّ في هيئة الإنصاف والمصالحة المغربية.
تشكل المصالحة حيزًا حاسمًا في معظم اللجان. تمنع اتفاقيات السلام أو شروط نقل السلطة في بعض الأحيان الملاحقات القضائية وتسمح للحكام السابقين المتهمين بانتهاكات حقوق الإنسان أو حتى مرتكبي الجرائم ضد الإنسانية بالإفلات من العقاب، لذلك يبدو أن لجان الحقيقة قد تكون هي البديل الرئيسي لذلك. في حالات أخرى، ترى الحكومات الفرصة لتوحيد المجتمعات المنقسمة وتقديم لجان الحقيقة والمصالحة وسيلة لتحقيق هذا الهدف. شكلت لجان الحقيقة جزءًا من تسويات السلام في السلفادور والكونغو وكينيا وغيرها.
غالبًا ما تعقد اللجان جلسات استماع علنية يمكن فيها للضحايا أو الناجين مشاركة قصصهم وأحيانًا مواجهة المعتدين السابقين. يُؤمل من هذه العمليات في بعض الأحيان أن تحقق التسامح عن جرائم الماضي والأمل في أن يشفى المجتمع ويعود موحّدًا من جديد.   يُشاد في بعض الأحيان بعمليات لجان المصالحة لأنها تقدم طريقًا للمصالحة، وتُنتقد أحيانًا أخرى لأنها تشجع الإفلات من العقاب ما يسبب المزيد من الصدمات والأذى للضحايا.
تعرضت لجان الحقيقة في بعض الحالات لانتقادات لقصر ولايتها أو لعدم تنفيذ توصيات تقاريرها. ومن الأمثلة على ذلك لجنة التحقيق في تشاد في الجرائم والاختلاس التي ارتكبها الرئيس السابق حسين حبري ولجنة الحقيقة في الفليبين التي تعرضت للانتقادات باعتبارها عدالة انتقائية. لم تضع لجنة الحقيقة والمصالحة في يوغسلافيا أي تقرير لأنها لم تدم طويلاً. في بلدان أخرى مثل رواندا، كان من المستحيل تنفيذ توصيات اللجنة بسبب عودة الصراعات مرة أخرى.

## التاريخ
لم تستخدم لجان الحقيقة الأولى هذا الاسم، لكنها كانت تهدف إلى الكشف عن الحقيقة المتعلقة بانتهاكات حقوق الإنسان في ظل الأنظمة العسكرية، خاصة في أمريكا اللاتينية. أنشأت بوليفيا لجنة وطنية للتحقيق في حالات الاختفاء عام 1982 بناءً على الجمع بين القطاعات المختلفة في المجتمع بعد انتهاء الحكم العسكري، لكن اللجنة لم ترفع أي تقرير. ربما شُكّلت أول لجنة من هذا النوع في أوغندا عام 1974، وكانت تعرف باسم لجنة الحقيقة: لجنة التحقيق في حالات اختفاء الأشخاص في أوغندا منذ 25 يناير 1971.
كانت اللجنة الوطنية الأرجنتينية المعنية باختفاء الأشخاص أول لجنة فعالة، وهي التي أنشأها رئيس الأرجنتين راؤول ألفونسين في 15 ديسمبر 1983، وأصدرت تقرير نونكا ماس الذي وثق انتهاكات حقوق الإنسان في ظل الديكتاتورية العسكرية فيما عُرف بعملية إعادة التنظيم الوطنية. سلّم التقرير إلى ألفونسين في 20 سبتمبر من العام 1984 ما سمح بمحاكمة خونتاس، وهي أول محاكمة كبرى تُعقد للنظر بجرائم الحرب منذ محاكمات نورمبرغ في ألمانيا بعد الحرب العالمية الثانية، وأول محاكمة تجريها محكمة مدنية.
في تشيلي، بعد فترة وجيزة من عودة البلاد إلى الديمقراطية، أنشئت لجنة الحقيقة والمصالحة في أبريل من العام 1990. . أُنشئت لجان مبكرة أخرى في مواقع متنوعة بما في ذلك أوغندا (1986) ونيبال (1990) والسلفادور (1992) وغواتيمالا (1994).

### جنوب أفريقيا
تشكلت لجنة الحقيقة والمصالحة لجنوب أفريقيا عام 1995 في أعقاب الفصل العنصري كصفقة بين نظام الأقلية البيضاء السابق والمؤتمر الوطني الأفريقي. بدأت جلسات الاستماع الرسمية في 16 أبريل 1996. دعا حزب المؤتمر الوطني الأفريقي لكشف «الحقيقة» حول سنوات الفصل العنصري بينما طالب الحزب الوطني الحاكم بالعفو عن العديد من مرتكبي الجرائم من أركان نظام الفصل العنصري ما أدى لإنشاء لجنة «الحقيقة والمصالحة» المختلطة بقيادة المطران ديزموند توتو. خلال فترة عملها كان هناك 3 لجان هي لجنة انتهاكات حقوق الإنسان ولجنة العفو ولجنة إعادة التأهيل والتعويض إضافة لـ 17 مفوضًا. 
تقدم حوالي 7000 شخص بطلب للعفو لكن 10 بالمئة فقط حصلوا عليه. أولئك الذين انتهكوا حقوق الإنسان لكنهم توافقوا مع المعايير حصلوا على العفو. لم تشمل المعايير اعتراف الأفراد الكامل بجرائمهم فحسب بل ووجوب إثبات أنهم امتلكوا دوافع سياسية أيضًا.

### لجان أخرى
بعد لجنة الحقيقة والمصالحة في جنوب أفريقيا، أنشئت العديد من لجان الحقيقة واستمر إنشاؤها فانتشرت على نطاق واسع في أعقاب نزاعات الحروب الأهلية كمكون أساسي لاتفاقيات السلام في أفريقيا منذ عام 1990. 
بدأت اللجان بالعمل أيضًا مع الشعوب الأصلية في بعض البلدان مثل كندا التي شكّلت فيها عدة لجان للمصالحة نتيجة مطالبة بعض المدارس الواقعة في مناطق يقطنها الهنود من السكان الأصليين بذلك كما أجرت أستراليا تحقيقًا وطنيًا في فصل أطفال السكان الأصليين وسكان جزر مضيق توريس عن أسرهم. من ناحية أخرى، شكّلت ألمانيا لجنتين لتقصي الحقائق بشأن انتهاكات حقوق الإنسان في ألمانيا الشرقية إبان الحكم السوفييتي.